# Piazza Macel de' Corvi
Piazza Macel de' Corvi è stata una piazza di Roma, sita nel centro storico, adiacente all'attuale Piazza Venezia, nei pressi del Campidoglio. È scomparsa nel 1902 con l'espansione di piazza Venezia.

## Storia e descrizione
La piazza, di piccole dimensioni, si apriva al termine della via omonima. La zona era caratterizzata da piccole abitazioni popolari di origine medievale: una di queste era la modesta casa dove Michelangelo Buonarroti visse per oltre trent'anni, dal 1531 sino alla morte. Inoltre, sulla via omonima adiacente abitò l'architetto rinascimentale Giulio Romano.
Su un lato della piazza, incorporato nella facciata del palazzo dei Mantaco o Mantica , era visibile il Sepolcro di Gaio Publicio Bibulo, monumento datato al I secolo a.C., oggi visibile appena a lato del Vittoriano. L'archeologo Carlo Fea riporta che è proprio questo sepolcro a venir chiamato Macerie de' Corvini in alcuni documenti dei secoli XIV e XV, all'origine del nome successivo.
Sul sito dove sorgeva la casa di Michelangelo, demolita insieme al resto della piazza, sorge una lapide commemorativa dell'artista: essa è infatti visibile sulla facciata del Palazzo delle Assicurazioni, sul lato rivolto ai Fori di Traiano.
La piazza fu demolita intorno al 1902, per i lavori dell'espansione di piazza Venezia e alla valorizzazione del Vittoriano.

## Galleria d'immagini

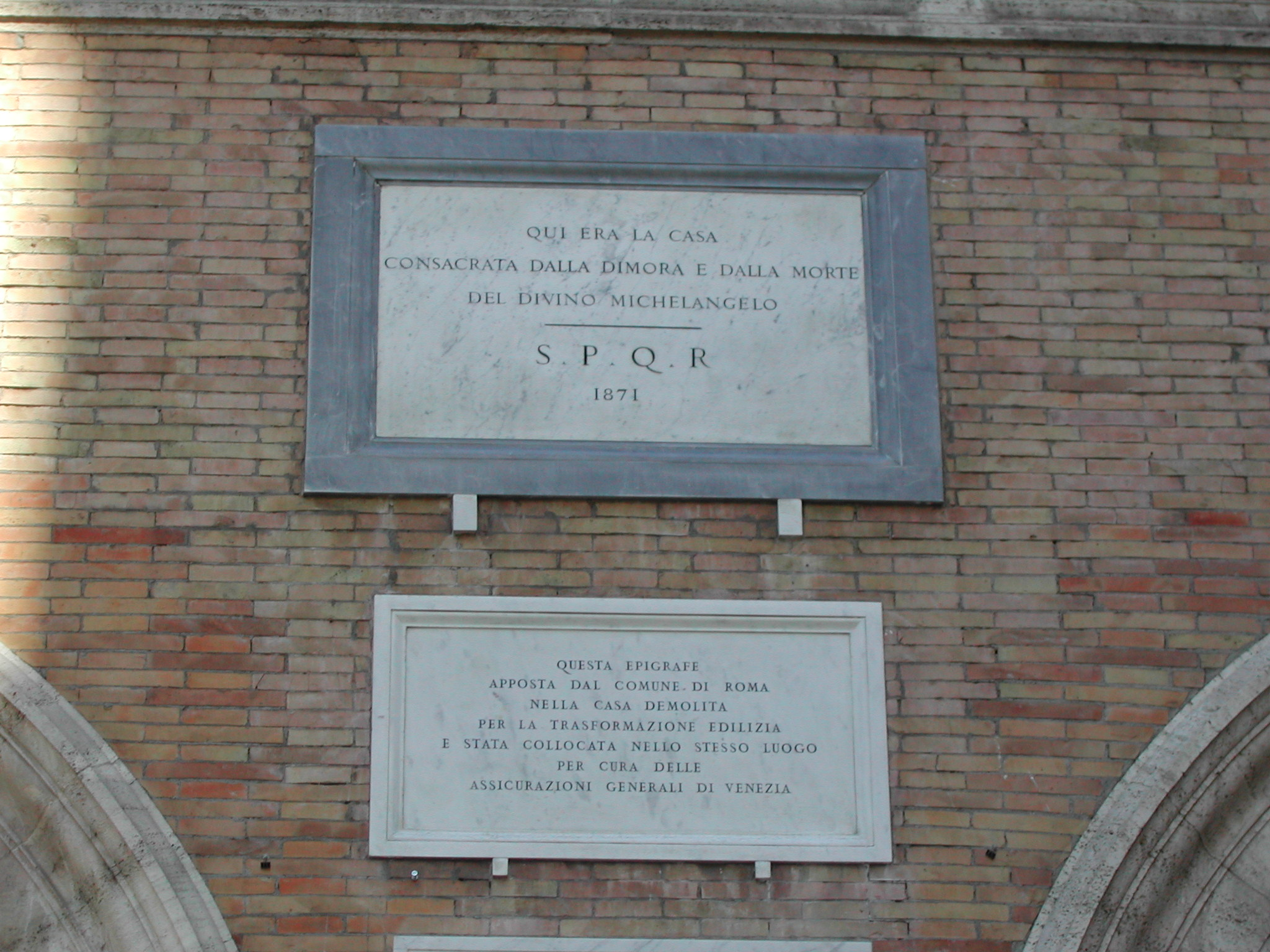
Targa sul luogo della casa di Michelangelo in Piazza Venezia
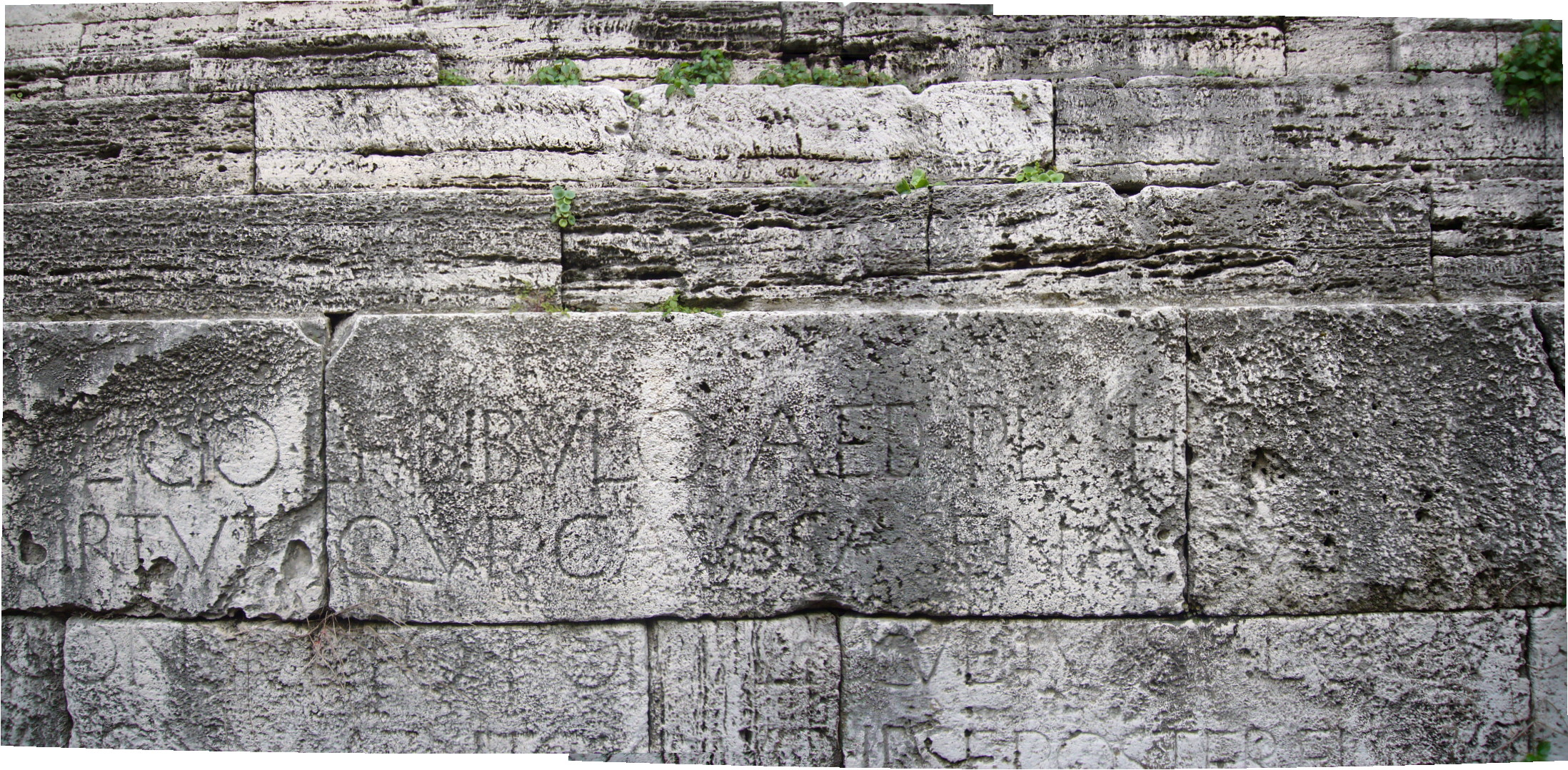
Tomba di Publicio Bibulo sotto il Vittoriano